# Placówka Straży Celnej „Zawale”

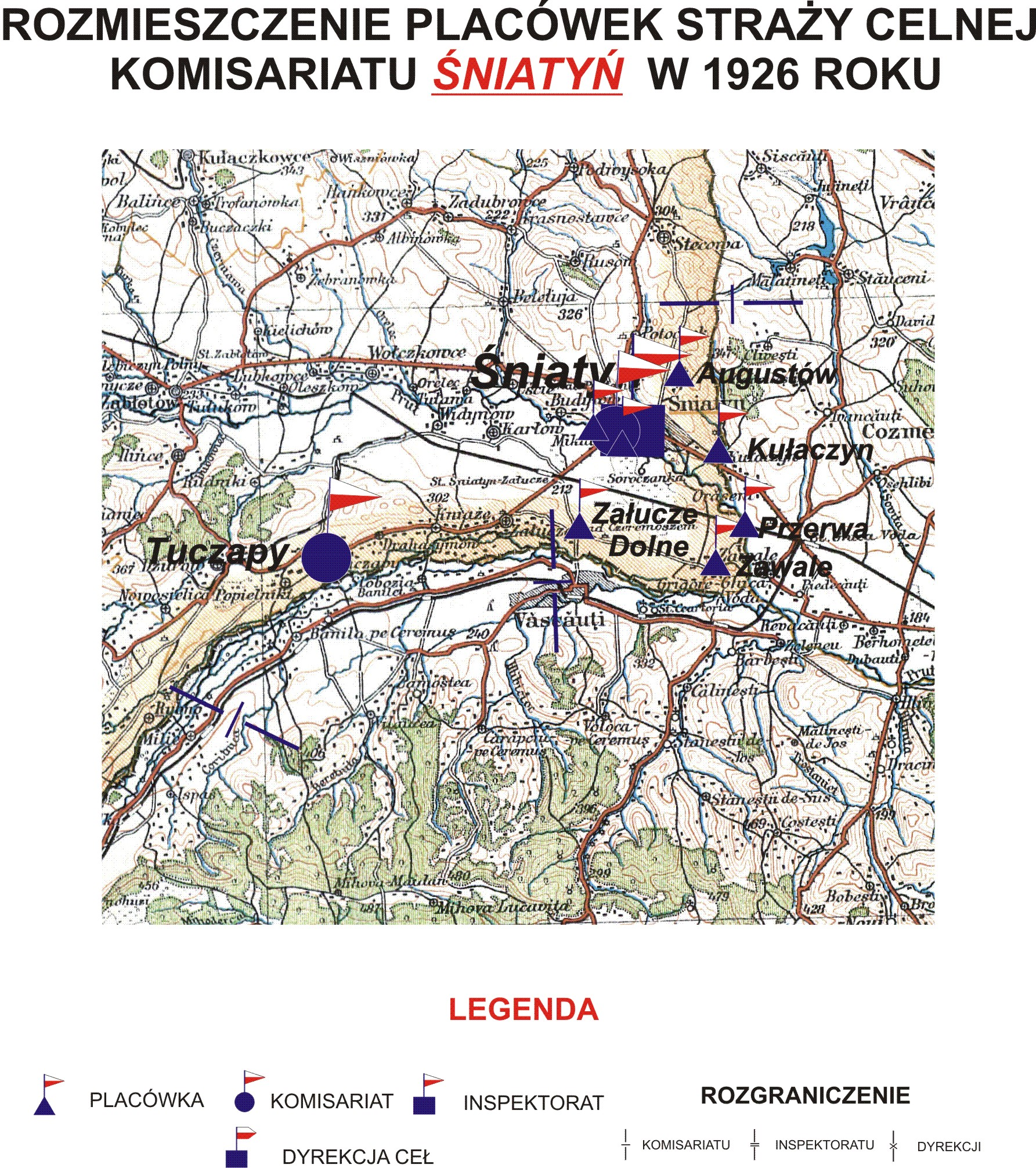
Rozmieszczenie placówek SC komisariatu Śniatyń w 1926

Placówka Straży Celnej „Zawale” – jednostka organizacyjna Straży Celnej pełniąca w okresie międzywojennym służbę ochronną na granicy polsko-rumuńskiej.

## Formowanie i zmiany organizacyjne
Na wniosek Ministerstwa Skarbu, uchwałą z 10 marca 1920 roku, powołano do życia Straż Celną. Jednostki Straży Celnej rozpoczęły przejmowanie odcinków granicy od pododdziałów Batalionów Celnych. W 1921 roku w Śniatyniu stacjonował sztab 4 kompanii 11 batalionu celnego. Kompania wystawiała między innymi placówkę w Zawalu. W 1921 roku w Kudryńcach stacjonował sztab 2 kompanii 22 batalionu celnego. Kompania wystawiała między innymi placówkę w Zawalu. Proces tworzenia Straży Celnej trwał do końca 1922 roku. Placówka Straży Celnej „Zawale” weszła w podporządkowanie komisariatu Straży Celnej „Śniatyn” z Inspektoratu SC „Śniatyn”.
W drugiej połowie 1927 roku przystąpiono do gruntownej reorganizacji Straży Celnej. W praktyce skutkowało to rozwiązaniem tej formacji granicznej. Ochronę północnej, zachodniej i południowej granicy państwa przejęła powołana z dniem 2 kwietnia 1928 roku Straż Graniczna.
Rozkazem nr 5 z 16 maja 1928 roku w sprawie organizacji Małopolskiego Inspektoratu Okręgowego dowódca Straży Granicznej gen. bryg. Stefan Pasławski powołał komisariat Straży Granicznej „Śniatyn”. Placówka Straży Granicznej I linii „Zawale” znalazła się w jego strukturze.

## Funkcjonariusze placówki
Kierownicy placówki
| stopień    | imię i nazwisko, numer   | okres pełnienia służby |
| ---------- | ------------------------ | ---------------------- |
| przodownik | Bolesław Padedwórny (42) | był w 1926             |

Obsada personalna placówki w 1926:
- przodownik Bolesław Padedwórny (42)
- starszy strażnik Stanisław Śnita (281)
- strażnik Alfons Barański (344)
- strażnik Franciszek Mnrawski (1645)
- strażnik Józef Chorzelewski (972)
- strażnik Kazimierz Drzymała (436)
- strażnik Stefan Grzegorek (537)
- strażnik Stanisław Skrzypczak (475)
- strażnik Wincenty Szczepaniak (569)
- strażnik Leon Woźniaczek (1764)
- strażnik Stanisław Sojecki (1998)
- strażnik Jan Kapica (2126)
- strażnik Jan Miedzianowski (1641)